# Noah Berlatsky
Noah Berlatsky (Kingston, ?) é um escritor, crítico cinematográfico e colunista estadunidense, especialista em história em quadrinhos.
Berlatsky é colaborador de publicações como Playboy, The Guardian, The New Republic e outros, além de ter escrito oito livros e vários e-books. Vive em Chicago.

## Principais obras
- Water and Ice (série  Confronting Global Warming), Greenhaven Press, 2010,  ISBN-13: 978-0737748611 (128 pág.)
- Wonder Woman: Bondage and Feminism in the Marston/Peter Comics, 1941-1948 (série Comics Culture - 264 pág.), Rutgers University Press, 2014. ISBN-13 978-0813564180
- Corruption: American Political Films, Amazon, e-book, 2016 (111 pág.)
- Fecund Horror: Slashers, Rape/Revenge, Women in Prison, Zombies and Other Exploitation Dreck, CreateSpace Independent Publishing Platform, 2016, ISBN-13 978-1535390286 (158 pág.)
- The Hammer Dracula Films: And Other Vampires, Amazon, e-book, 2016 (134 pág.)